# Ein Mädchen (Spielfilm)
Ein Mädchen ist ein Spielfilm aus dem Jahr 1976 von Catherine Breillat. Er basiert auf ihrem eigenen Roman Le Soupirail.

## Inhalt
Alice Bonnard ist 16 und entdeckt mit Interesse, aber auch mit Befremden ihre eigene aufkeimende Sexualität. Mit deren Erkundung entwickelt sie auch andere Interessen und eine Neuinterpretation ihrer Umwelt. Sie besucht ein Internat und in den Ferien kehrt sie zurück in die französische Provinz. Hier ist Alice wie gefangen zwischen ihrem ordinären Vater und ihrer hysterischen Mutter. Beide haben nichts anderes zu tun, als sich tagsüber in ihre Arbeit zu stürzen und die Abende vor dem Fernseher zu verbringen. In zunehmendem Maße ist Alice von diesem Leben angewidert.
Auch scheint plötzlich alles in ihrer Umwelt mit Sexualität zu tun zu haben. So wird das Erbrechen zu einer sinnlichen Erfahrung und Spülmittelflaschen, mit Senf bestrichene Finger und ihr Fahrradsattel werden zu Masturbationshilfsmitteln. Auch hat Alice Spaß daran, etwas exhibitionistisch zu sein. Ihre Gefühle werden noch mehr durcheinandergewirbelt, als sie im Sägewerk ihres Vaters den Hilfsarbeiter Pierre-Evariste Renard kennenlernt. Zuerst beobachtet sie ihn aus der Ferne, dann versucht sie ihn zu verführen. Zunächst hat sie damit nur in ihren Tagträumen Erfolg, doch nach und nach zeigt auch er Interesse. Als er sie eines Nachts besuchen möchte, kommt es jedoch zur Katastrophe. Er gerät in den Maisfeldern in eine von Alice’ Vater aufgestellte Tierfalle und stirbt.

## Bemerkungen
Catherine Breillat verfilmte mit Ein Mädchen ihren eigenen Roman Le Soupirail (wörtlich „das Kellerfenster“). Der 1976 fertiggestellte Film erlebte jedoch erst am 4. Februar 1999 beim Internationalen Film Festival Rotterdam seine Uraufführung. Bis dahin war eine Aufführung aufgrund der freizügigen Darstellung von Sexualität verboten (gespreizte Schamlippen, Urinationszenen, Masturbation).
Hauptdarstellerin Charlotte Alexandra spielte darin nach Walerian Borowczyks Unmoralische Geschichten ihre zweite Rolle, die wiederum sehr freizügig ist. Hiram Keller wurde durch seine Rolle als Ascilto in Fellinis Satyricon bekannt. Catherine Breillat schrieb nicht nur die Vorlage und das Drehbuch, sie führte auch zum ersten Mal Regie und war für das Szenenbild sowie die Liedtexte verantwortlich.
2013 wurde der Film unter dem Titel Ein wirklich junges Mädchen erstmals in Deutschland auf DVD veröffentlicht.